# Zamach stanu w Lesotho (1991)
Zamach stanu w Lesotho w 1991 roku – wojskowy zamach stanu przeprowadzony 30 kwietnia 1991 roku przez frakcję armii Lesotho pod przywództwem pułkownika Eliasa Phisoana Ramaemy. W wyniku zamachu obalona została junta generała majora Justina Metsinga Lekhanyi, który przejął władzę w wyniku zamachu stanu w 1986 roku.
20 stycznia 1986 roku władzę w Lesotho przejął generał major Justin Metsing Lekhanya odsuwając rządzącego od 20 lat premiera Leabuę Jonathana. Za rządów Lekhanyi w armii oraz parlamencie panowała powszechna korupcja, mimo że obejmował on władzę pod hasłem walki z nią. Niepopularność reżimu zwiększyło obalenie w 1990 roku króla Moshoeshoe II i zastąpienie go Letsiem III. Lekhanya obiecał przywrócić rządy cywilne w Lesotho do czerwca 1992 roku, ale brak postępów w drodze do demokratyzacji skłonił Namibię oraz sąsiednią Republikę Południowej Afryki do wywarcia presji na władze.
29 kwietnia 1991 roku część jednostek wojskowych w Lesotho rozpoczęła strajk, domagając się podniesienia żołdu. Gdy Lekhanya odmówił spełnienia żądań, żołnierze otoczyli jego rezydencję, zmuszając go do ustąpienia. Po aresztowaniu generał został zmuszony do ogłoszenia swojej rezygnacji w radiu, jako powód podając powszechną krytykę jego rządów i Rady Wojskowej.
Liderem przewrotu i nowym przywódcą kraju został pułkownik Elias Phisoana Ramaema, ostatni z pierwotnych członków sześcioosobowej Rady Wojskowej, która przejęła władzę w bezkrwawym zamachu stanu w 1986 roku. Ramaema rozpoczął demokratyzację kraju, wycofując zakaz działalności partii politycznych i doprowadzając do przyjęcia nowej konstytucji. 27 marca 1993 roku odbyły się pierwsze od 1970 roku demokratyczne wybory parlamentarne. Wszystkie 65 miejsc w parlamencie zdobyła Kongresowa Partia Basuto, której lider Ntsu Mokhehle został premierem kraju. Wybory zostały uznane przez niezależnych obserwatorów za wolne i uczciwe. Po ogłoszeniu wyniku wyborów Rameama pokojowo przekazał władzę Mokhehle, a Rada Wojskowa została rozwiązana.